# Goliath Pionier
El Goliath Pionier es un microcoche biplaza de tres ruedas presentado por primera vez por Carl FW Borgward en el Salón del Automóvil de Berlín de 1931. Permaneció en producción hasta 1934, cuando se habían producido aproximadamente 4.000 unidades.

## Historia
Borgward era un empreario e ingeniero cuya primera incursión en el mundo de la automoción consistió en el " Blitzkarren ", un vehículo a motor de tres ruedas fabricado en 1924. Su éxito dirigió a Borgward hacia la producción de automóviles y en 1928 fundó "Goliath Werke Borgward & Co. GmbH". El lanzamiento en 1931 del Goliath Pionier fue una evolución del diseño anterior. En la década posterior a la Primera Guerra Mundial, la situación económica en Alemania supuso un aumento del interés por este tipo de vehíucolos económicos, por lo que el Pionier, técnicamente más avanzado que sus competidores, disfrutó de un éxito considerable.